# Artiere ippico
L'artiere ippico è colui che cura le attività di manutenzione delle strutture di ricovero e di addestramento, di cura psicofisica ed igiene del cavallo, di governo, dell'alimentazione e di allenamento con lavoro a terra e in sella.

## Governo della mano
L'insieme di tutte quelle pratiche tecniche che quotidianamente devono essere eseguite sul cavallo per dare pulizia al suo corpo e mantenerlo in salute ed in efficienza va sotto il nome "governo della mano".
Tutte queste operazioni oltre a contribuire alla pulizia e alla salute del cavallo operano una tonica azione di massaggio sul corpo dell'animale, agendo beneficamente sui muscoli e sulla circolazione.
Il cavallo viene sottoposto solitamente alle operazioni di governo due volte al giorno: al mattino quando è tratto dalla scuderia e successivamente dopo il lavoro, al momento del rientro.
La pulizia del mattino è in genere rapida e sommaria (si prepara il soggetto per il lavoro): si spazzolano il dorso, le reni, la groppa e gli arti per allontanare la polvere. La polvere potrebbe creare attrito durante le fasi del lavoro e sfociare in fiaccature. Si dà una passata con la brusca alla criniera e alla coda, si lavano gli zoccoli e con una spugna si puliscono gli occhi, le narici e le labbra. Inoltre si controllano le condizioni psicofisiche del cavallo: eventuali lesioni o sintomi di malattie, ingrossamenti di arti. Inoltre il cavallo potrebbe essere svogliato o iperattivo: si debbono controllare e nel caso segnalare tutti gli aspetti ritenuti non normali. Nel caso si notassero delle divergenze dal quotidiano si opterà per un diverso tipo di lavoro o addirittura di mantenere il cavallo a riposo.
Infine si pulisce la suola dello zoccolo con il curasnette,  e ingrassandone leggermente la parete.

## Toelettatura
La toelettatura vera e propria è riservata invece a dopo gli esercizi e deve essere accurata e minuziosa, questa operazione comprende vari momenti:
- Detersione del sudore

Per favorire il raffreddamento del corpo ed evitare che la sudorazione continui in scuderia, si fa passeggiare il cavallo una decina di minuti, prima di ricoverarlo. È opportuno comunque nel caso vi fosse un'alta sudorazione procedere alla rimozione di quest'ultimo mediante raschietto, asciugandolo poi con un boccione di paglia o uno strofinaccio frizionando energicamente, sulle masse muscolari.  Nel caso: viste le condizioni climatiche sarebbe opportuno coprire l'animale con la propria coperta.
- Strigliatura

Prendere la striglia, e passarla energicamente sulle parti molli del corpo del cavallo (si tralasciano quindi testa, gambe e genitali) facendo dei movimenti circolari, nella direzione del pelo. È buona regola essere metodici, iniziando dal collo, passando alla schiena, ai fianchi e infine alla parte posteriore (attenzione alla sicurezza: mantenersi sempre lateralmente, per evitare di prendere qualche calcio). In questo modo oltre a fare un bel massaggio al corpo del cavallo, si smuove lo sporco che c'è in profondità e si stimolano le ghiandole sebacee della pelle, che secernono una specie di olio naturale (il sebo) indispensabile per rendere impermeabile e lucido il mantello. Ogni tanto battere a striglia su una superficie dura, per pulirla dallo sporco che ha accumulato.
- Bruscatura

Al contrario della striglia, la brusca va usata con forza, facendola passare con ampi movimenti del braccio su tutto il corpo del cavallo e ripulendola ogni 5-6 passate, sui denti della striglia. La criniera (prima da un lato, poi dall'altro) e la coda (tenuta sollevata e con le giuste precauzioni) vanno bruscate con energia e con cura. In corrispondenza della testa la brusca deve essere naturalmente usata con delicatezza, avendo cura di non ferire gli occhi, il naso o le labbra.
- Spugnatura

Con la spugna bagnata o ogni volta sciaquata nell'apposito secchio tenuto a portata di mano, si provvede a lavare gli occhi, il naso, le labbra. Quando passiamo alla spugnatura dei genitali e delle natiche è opportuno utilizzare una spugna a parte, magari di diverso colore per distinguerla.
- Pettinatura

Con l'apposito pettine si riordinano i crini della criniere e della coda; quest'ultima viene frequentemente tagliata e sfoltita. Medesima operazione viene effettuata anche sulla criniera con il solo uso del pettine e senza l'utilizzo di forbice.
Ora possiamo procedere alla rimozione di eventuali larve presenti sul pelo, spesso anche dopo tutte queste operazioni alcuni tipi di larve riescono ancora a rimanere attaccate al pelo. Procederemo allora alla loro rimozione con una pietra pomice e un pettine a trama fitta.
- Cura dei piedi

Si passa ora alla cura dei piedi (come dice un saggio proverbio: "no foot, no horse"). Fare innanzitutto un controllo generale: valutare la lunghezza dell'unghia, lo stato del ferro e dei chiodi. Poi, quando scivoliamo con le mani lungo la gamba del cavallo per raggiungere lo zoccolo, approfittiamo per sentire se c'è qualche rigonfiamento o una parte particolarmente calda: segnale che c'è qualche problema di salute! Alzare poi il piede, pulire lo zoccolo con il nettapiedi e finire il lavoro con una spazzolina dura (spesso è integrata al curasnette). Controllare che non ci siano ferite da medicare e che tutto sia sano: il fettone ad esempio non deve apparire molle e non deve avere un cattivo odore. Accertarsi che il ferro sia attaccato saldamente oppure, se il cavallo è scalzo, che la l'unghia non si sia rotta, non sia troppo corta o non sia pareggiata bene. Valutare dunque se è il caso di chiamare il maniscalco. Se lo zoccolo appare secco, si può ingrassare con grasso, olio di fegato di merluzzo o catrame naturale, utilizzando un pennello. 

## Gli attrezzi
Gli attrezzi di cui si avvale l'artiere per la pulizia dell'equino sono:
- la brusca, robusta spazzola di setole (bruscone con setole più robuste e grosse).
- la striglia, arnese particolare formato da lamine dentellate aventi lo scopo di separare i peli tra loro.
- il secchio, comune recipiente per l'acqua.
- la spugna, per la pulizia del naso, della bocca, degli organi genitali.
- lo strofinaccio, di panno, per asciugare il manto.
- il pettine, per ravvivare i crini del ciuffo, della criniera, della coda.
- il raschietto da sudore, denominata anche stecca: una lama sottile e flessibile munite di due manici alle estremità, utile per asportare il sudore o l'acqua dal corpo dell'animale.
- la curasnette o nettapiedi: specie di gancio in metallo che serve per la pulizia della suola e del fettone.
- spazzola e pennello per stendere il grasso e lucidare gli zoccoli.